# Œdipe ou le Roi boiteux
Pour les articles homonymes, voir Œdipe roi (homonymie) et Œdipe (homonymie).
Œdipe ou le Roi boiteux est une pièce de théâtre de Jean Anouilh, inspirée de la tragédie Œdipe-Roi de Sophocle, écrite en 1978, datée du 24 mars 1978 et publiée pour la première fois en février 1986 aux Éditions de la Table ronde. La pièce n'a été, à ce jour, portée à la scène qu'une fois, par Claudine Augier à la comédie Nation en 2014.